# Pennfields
Pennfields è una località della contea delle West Midlands, in Inghilterra.